# Холокост в Городокском районе (Витебская область)
Холокост в Городо́кском районе — систематическое преследование и уничтожение евреев на территории Городокского района Витебской области оккупационными властями нацистской Германии и коллаборационистами в 1941—1944 годах во время Второй мировой войны, в рамках политики «Окончательного решения еврейского вопроса» — составная часть Холокоста в Белоруссии и Катастрофы европейского еврейства.

## Геноцид евреев в районе
Городокский район находился под оккупацией немецкими войсками с 9 июля 1941 года до 24 декабря 1943 года.
Нацисты включили Городокский район в состав территории, административно отнесённой к тыловому району группы армий «Центр». Вся полнота власти в районе принадлежала нацистской военной оккупационной администрации, действующей через созданные вермахтом полевые и местные комендатуры. Для осуществления политики геноцида и проведения карательных операций сразу вслед за войсками в район прибыли карательные подразделения войск СС, айнзатцгруппы, зондеркоманды, тайная полевая полиция (ГФП), полиция безопасности и СД, жандармерия и гестапо.
В районе были созданы городские, районные и волостные управы и полицейские гарнизоны из белорусских коллаборационистов. Бургомистром района стал Сиволобов В. Т., а после его гибели в 1942 году — Алешкович И. Д. Районное полицейское управление с начала 1942 года возглавлял Мордик А. Р..
Одновременно с оккупацией нацисты и их приспешники начали поголовное уничтожение евреев, до войны составлявших значительную часть жителей района и из которых только малая часть эвакуировалась до прихода немцев. В тех населенных пунктах, где евреев убили не сразу, их содержали в условиях гетто вплоть до полного уничтожения, используя на тяжелых и грязных и часто бессмысленно-издевательских принудительных работах, от чего многие узники умерли от непосильных нагрузок в условиях постоянного голода и отсутствия медицинской помощи. Все евреи были ограблены немцами и полицаями, причем лучшее захватчики забирали себе, а остальное раздавали местному населению.
Езерище
Городок
«Акции» (таким эвфемизмом гитлеровцы называли организованные ими массовые убийства) повторялись множество раз во многих местах. Были полностью убиты евреи Городка, Езерища и деревни Озёрки, семьи Бравиных, Нахамчиных, Юдовиных, Зарексонов в деревнях Бычиха (Бычихинский сельсовет) и Бескатово (Стодолищенский сельсовет), и многие другие.

## Гетто
Оккупационные власти под страхом смерти запретили евреям снимать желтые латы или шестиконечные звезды (опознавательные знаки на верхней одежде), выходить из гетто без специального разрешения, менять место проживания и квартиру внутри гетто, ходить по тротуарам, пользоваться общественным транспортом, находиться на территории парков и общественных мест, посещать школы.
Реализуя нацистскую программу уничтожения евреев, немцы создавали гетто почти во всех городах и населённых пунктах Беларуси, где проживало еврейское население. Так и в Городокском районе оккупанты организовали 2 гетто:
- в гетто города Городок (август 1941 — октябрь 1941) были замучены и убиты около 2000 евреев;
- в гетто местечка Езерище (осень 1941 — февраль 1942) были убиты около 150 евреев;

## Случаи спасения и «Праведники народов мира»
Шесть человек из Городокского района были удостоены почетного звания «Праведник народов мира» от израильского мемориального института «Яд Вашем» «в знак глубочайшей признательности за помощь, оказанную еврейскому народу в годы Второй мировой войны»: Прищепова Софья, Королёв Егор, Королёва Екатерина и Бодяло Евдокия из деревни Бегуны и Кораго Анна и Ольга из Городка — за спасение Алпатовой (Турнянской) Галины.

## Память
Опубликованы неполные списки убитых евреев Городокского района.
Памятники жертвам Катастрофы в районе установлены в Городке и Езерище.